# THE PAINTED SOUL
『THE PAINTED SOUL』（ザ・ペインティッド・ソウル）は、滴草由実の4枚目のアルバム。

## 内容
- 約2年9ヶ月ぶりにリリースしたNORTHERN MUSIC移籍第1弾のアルバム。タイトル曲はインストになっている。
- 12曲中6曲は自身の作曲である。

## 収録曲
1. THE PAINTED SOUL
作曲:滴草由実 編曲:Double S
2. 言葉にならない
作詞・作曲:滴草由実 編曲:Double S・MissTy
3. GO YOUR OWN WAY
作詞:滴草由実 作曲:後藤康二 編曲:Double S・MissTy
4. Cause It's My Life
作詞:滴草由実 作曲:津久井箇人 編曲:DAY TRACK
5. Everything's gonna be alright
作詞・作曲・編曲:滴草由実
6. Merry-go-round
作詞・作曲:滴草由実 編曲:T-SK
7. CALLING ME
作詞・作曲・編曲:滴草由実
8. GOOD BYE
作詞:滴草由実 作曲・編曲:Lim, Hyun Jun
9. I still believe 〜ため息〜（album ver.）
作詞:滴草由実 作曲・編曲:徳永暁人
10. 君の本当の君
作詞・作曲:滴草由実 編曲:滴草由実・Double S
11. ユメノツヅキ feat. CRAFT
作詞:滴草由実 作曲:高森健太 編曲:谷口喜男
12. 出逢えたなら
作詞:滴草由実 作曲:高森健太 編曲:T-SK

## 参加ミュージシャン
- 増崎孝司（DIMENSION） - アコースティックギター
- 小野塚晃（DIMENSION） - キーボード
- SHINPEI （BREAKERZ） - ギター
- 新津健二 - ベース
- Charm Park - ギター